# Nikkoaspis berincangensis
Nikkoaspis berincangensis är en insektsart som beskrevs av Sadao Takagi 1999. Nikkoaspis berincangensis ingår i släktet Nikkoaspis och familjen pansarsköldlöss. Inga underarter finns listade i Catalogue of Life.